# Westerveld
Westerveld és un municipi de la província de Drenthe, al nord-est dels Països Baixos. L'1 de gener del 2009 tenia 19.342 habitants repartits sobre una superfície de 282,75 km² (dels quals 4,00 km² corresponen a aigua).

## Centres de població
| Nucli          | Població | Nucli        | Població | Nucli         | Població |
| -------------- | -------- | ------------ | -------- | ------------- | -------- |
| Havelte        | 3090     | Geeuwenbrug  | 390      | Lheebroek     | 110      |
| Dwingeloo      | 2360     | Wapse        | 340      | Frederiksoord | 100      |
| Diever         | 2180     | Dieverbrug   | 260      | Doldersum     | 40       |
| Vledder        | 1890     | Havelterberg | 220      | Boschoord     | ?        |
| Uffelte        | 1160     | Vledderveen  | 200      | Oldendiever   | ?        |
| Wilhelminaoord | 810      | Zorgvlied    | 160      | Oude Willem   | ?        |
| Wapserveen     | 760      | Eemster      | 140      | Wateren       | ?        |
| Darp           | 550      | Leggeloo     | 120      | Westeinde *   | 150      |
| Nijensleek     | 400      | Wittelte     | 120      | Veldhuizen *  | ?        |

## Política
Resultats de les eleccions locals de 2006 i generals de 2003
| Partit                 | Generals 2003 | Locals 2006 |
| ---------------------- | ------------- | ----------- |
|                        | in %          | in %        |
| Total                  | 86,9          | 66,9        |
| PvdA                   | 36,0          | 30,5        |
| Gemeentebelangen       | -             | 20,5        |
| VVD                    | 22,9          | 17,5        |
| CDA                    | 22,1          | 16,5        |
| Progressief Westerveld | -             | 15,5        |
| GroenLinks             | 4,5           | -           |
| SP                     | 4,5           | -           |
| LPF                    | 4,4           | -           |
| D66                    | 3,5           | -           |
| ChristenUnie           | 1,0           | -           |
| SGP                    | 02            | -           |